# Sant Miquel de Tivenys
Sant Miquel de Tivenys és l'església parroquial de Tivenys (Baix Ebre), protegida com a bé cultural d'interès local.

## Descripció
Té planta de creu amb cúpula octogonal i torre campanar a un lateral de la façana principal. A la façana, la porta d'entrada està emmarcada per dos pilastres massisses de pedra, cornisa i fris, sobre el que s'obre una fornícula. Hi ha una obertura rectangular entre les falses columnes i ornaments de l'època. El capcer acaba en motllures curvilínies.
L'interior presenta tres naus, amb cúpula sobre tambor octogonal amb buits rectangulars, sobre el creuer de la creu grega, donant llum zenital. Cor elevat sobre la porta d'accés, que ocupa tota la primera nau, sobre arc carpanell. S'observen diversos tipus de voltes. Presenta decoracions barroques policromades.
L'edifici presenta molt pocs buits laterals. Les cobertes són de teula àrab. Els paraments són arrebossats. La torre, de considerable alçada, és de forma octogonal, rematada per teulada.

## Història
Es començaren els plànols el 1759. El 6 d'abril de 1760 es començaren les obres i es van aturar el 9 de novembre. El 1768 es van reprendre les obres i es decideix ampliar amb tres naus el temple nou. El 1774 s'acaba el campanar i el 29 de setembre del mateix any es trasllada el Santíssim. En el 1794 s'acaba l'església.
Tivenys té capella des del 1574.